# Парламентские выборы в Габоне (2018)
Парламентские выборы в Габоне проходили 6 (1-й тур) и 27 (2-й тур) октября 2018 года. В результате Габонская демократическая партия получила 98 из 143 мест Национального собрания, потеряв 15 мест, но осталась крупнейшей парламентской партией, сохранив конституционное большинство.

## Предвыборная ситуация
Парламентские выборы в Национальное собрание Габона должны проходить каждые 5 лет и очередные выборы были запланированы на 27 декабря 2016 года. Однако, затем выборы сначала были перенесены на 29 июля 2017 года, а затем на апрель 2018 года. Задержки объяснялись необходимостью политического диалога и недостаточностью фондов. В апреле 2018 года выборы вновь не были проведены без правительственного объяснения или без запроса в Конституционный суд о новом переносе. В результате срок работы Национального собрания закончился. Конституционный суд распустил парламент, временно передал власть Сенату и отправил в отставку премьер-министра Эммануэля Иссоз-Нгонде.

## Избирательная система
143 депутатов Национального собрания Габона избираются по одно-мандатным округам в два тура.

## Результаты
В 1-м туре явка на выборах составила 58,63 %, но в провинции Эстуарий, где проживает около половины населения страны, явка была лишь 28,5 %.
Правящая Габонская демократическая партия получила в первом туре 74 места и две минорные партии, состоявшие в президентском альянсе Республиканское большинство за возрождение, получили по одному месту. Социал-демократическая партия и партия Демократы получили по 3 места, а Союз за Новую Республику — 1 место.
Второй тур проводился в 60 округах.
| Партия | Партия                                                                        | 1-й тур | 1-й тур | 1-й тур | 2-й тур | 2-й тур | 2-й тур | Всего мест | +/-   |
| Партия | Партия                                                                        | Голоса  | %       | Места   | Голоса  | %       | Места   | Всего мест | +/-   |
| --- | ----------------------------------------------------------------------------- | ------- | ------- | ------- | ------- | ------- | ------- | ---------- | ----- |
| | Габонская демократическая партия                                              |         |         | 74      |         |         |         | 98         | -15   |
| | Демократы                                                                     |         |         | 3       |         |         |         | 11         | новая |
| | Восстановление республиканских ценностей                                      |         |         | 1       |         |         |         | 6          | новая |
| | Социал-демократы Габона                                                       |         |         | 0       |         |         |         | 5          | новая |
| | Объединение Традиционность и современность                                    |         |         | 0       |         |         |         | 5          | новая |
| | Национальный союз                                                             |         |         | 0       |         |         |         | 2          | новая |
| | Социал-демократическая партия                                                 |         |         | 1       |         |         |         | 2          | +1    |
| | Круг либеральных реформаторов                                                 |         |         | 0       |         |         |         | 1          | 0     |
| | Восстановление республиканских ценностей-Габонская демократическая партия     |         |         | 0       |         |         |         | 1          | -     |
| | Новая демократия                                                              |         |         | 0       |         |         |         | 1          | новая |
| | Фронт республиканского равенства                                              |         |         | 0       |         |         |         | 1          | новая |
| | Союз за Новую Республику                                                      |         |         | 1       |         |         |         | 1          | 0     |
| | Союз за демократию и социальную интеграцию — Габонская демократическая партия |         |         | 1       |         |         |         | 1          | новая |
| | Ралли за Габон                                                                |         |         | 0       |         |         |         | 0          | -3    |
| | Прочие партии                                                                 |         |         | 0       |         |         |         | 0          | -     |
| | Независимые                                                                   |         |         | 2       |         |         |         | 8          | +8    |
| Недействительных/пустых бюллетеней | Недействительных/пустых бюллетеней                                            |         | -       | -       |         | -       | -       | -          | -     |
| Всего | Всего                                                                         |         | 100     | 83      |         | 100     | 60      | 143        | +23   |
| Зарегистрированных избирателей/Явка | Зарегистрированных избирателей/Явка                                           | 680 194 | 58,63   | -       |         |         | -       | -          | -     |
| Источники: Résultats par circo Архивная копия от 3 января 2020 на Wayback Machine, Gabon Actu Архивная копия от 7 ноября 2018 на Wayback Machine |                                                                               |         |         |         |         |         |         |            |       |